# Venturia inaequalis
Venturia inaequalis es un hongo ascomiceto que causa la enfermedad de la sarna del manzano también denominada "moteado del manzano".

## Sistemática
Venturia inaequalis anamorfos han sido descritos bajo los nombres Fusicladium dendriticum y Spilocaea pomi. Si V. inaequalis es una sola especie o contiene varias especies crípticas ha sido un tema de debate durante mucho tiempo. Recientes estudios genéticos han revelado una considerable uniformidad de la especie. Además, el hongo Spilocaea pyracanthae, un parásito de Pyracantha parecía no ser genéticamente diferente de V. inaequalis, siendo así una forma especial de este último.

## Morfología
Los cuerpos fructíferos, ascomas aparecen en forma de pseudothecia. Son solitarios e incrustados en el tejido de la planta huésped. Un pseudothecium tiene pequeños pelos oscuros alrededor de su abertura, y contiene pseudoparaphyses junto con asci. Los asci contienen ocho ascosporas haploides. El número de cromosomas haploides de V. inaequalis es siete.

## Ciclo vital
El ciclo de infección comienza en la primavera, cuando las temperaturas y la humedad adecuadas promueven la liberación de V. inaequalis ascosporas. 

Estas esporas se elevan en el aire y aterrizan en la superficie de un árbol susceptible, donde germinan y forman un tubo germinal que puede penetrar directamente en la cutícula cerosa de la planta. Se forma un micelio fúngico entre la cutícula y el tejido epidérmico subyacente, desarrollando asexualmente los conidios, que germinan en áreas frescas del árbol huésped , que a su vez producen otra generación de esporas conidiales. Este ciclo de infección secundaria continúa durante todo el verano, hasta que las hojas y la fruta caen del árbol al inicio del invierno.

V. inaequalis pasa el invierno principalmente como ascoma inmaduro, donde ocurre la reproducción sexual, produciendo una nueva generación de ascosporas que se liberan en la primavera siguiente. Las lesiones escamosas localizadas en los tejidos leñosos también pueden invernar en su lugar, pero no experimentarán un ciclo de reproducción sexual; estas lesiones aún pueden producir esporas de conidios ineficaces en la primavera.

## Efectores
Efectores son proteínas codificadas por patógenos, que actúan para provocar una respuesta de una célula huésped, a menudo modulando la respuesta inmune del huésped. Cuando una variedad anfitriona es capaz de reconocer y montar una respuesta de resistencia a la presencia de un efector, se hace referencia al efector como una proteína “Avirulence”.
En la actualidad, solo un gen efector, AvrVg, provocando una respuesta de resistencia en manzana ha sido identificado en V. inaequalis 